# Asphodelus aestivus
Asphodelus aestivus е вид растение от семейство Xanthorrhoeaceae. Видът е незастрашен от изчезване.

## Разпространение
Разпространен е във Франция, Гърция, Италия, Португалия и Испания.